# ديما فاميلي
ديما فاميلي (المعروفة سابقا باسم اليكساندرا تي في من 1999 إلى 2006) هي قناة تلفزيونية بلغارية، وهي جزء من مجموعة نوفا برودكاستينغ جروب، المملوكة لمجموعة ادفانس ميديا جروب.

## تاريخ

### كاليكساندرا تي في (1999-2006)
بدأ البث التلفزيوني في 1 أغسطس 1999 وهو متاح على شبكات الكابل كقناة أفلام. في عام 2006، أصبحت القناة ملكًا لشركة ديما فيجن وتم تغيير الملف الشخصي للقناة بالكامل إلى جمهور العائلة. في 3 يوليو 2006 ، تم تغيير اسم اليكساندرا تي في إلى ديما فاميلي.

### كديما فاميلي (2006-حتى الآن)
في 3 يوليو 2006 ، أصبحت القناة جزءًا من ديما فيجين وغيرت اسمها إلى ديما فاميلي، مستهدفة جمهور العائلة. في عام 2007 ، أصبحت القناة جزءًا من مجموعة نوفا، وبدأت في بث برامج تلفزيونية رومانسية. في 12 سبتمبر 2011 ، غيرت القناة غلافها المرئي وشعارها، وأعادت توجيه نفسها مرة أخرى للجمهور النسائي. يقوم برنامج القناة بشكل أساسي ببث مسلسلات أمريكية لاتينية وتركية وهندية بالإضافة إلى الأفلام الرومانسية. في 8 أبريل 2019 ، غيرت القناة الغلاف المرئي والشعار مرة أخرى.
ومن بين المسلسلات التي تبثها ديما فاميلي مسلسل «لا يغتفر»، «ماي كارما»، «سامحني»، «موسم الكرز».
في مارس 2010 ، بدأت عائلة بيج براذر فاميلي البث المباشر من المنزل بجدول أيام الأسبوع من الساعة 09:30 إلى 12:00، ويوم السبت والأحد حتى 12:15. ابتداءً من سبتمبر 2012 ، بدأ برنامج في أي بي براذر البث المباشر من المنزل بجدول أيام الأسبوع من الساعة 1.30 مساءً إلى 3.00 مساءً وأيضًا الساعة 7:00 مساءً، حيث تم تجميع أفضل العروض في ساعة واحدة. من 1 أكتوبر 2013 إلى 1 أكتوبر 2014 ، تم بثه على موكس 2، مع تأخره ساعة واحدة.
في 7 يونيو 2022 أعلنت دي تلفزيون على ان ديما فاميلي سنطلق في الشرق الأوسط وشمال أفريقيا الناطقة باللغة العربية وكذلك متوفر على القمر العراقي شباب سات على دي تلفزيون.

## الشعارات

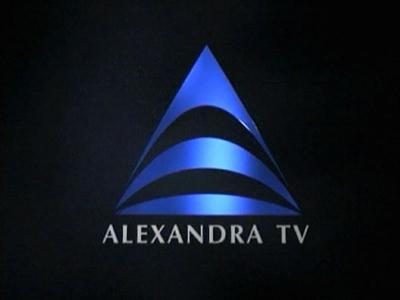
شعار تلفزيون الكسندرا مستعمل 1999-2006
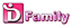
أول شعار ديما فاميلي المستخدمة في 2006-2007
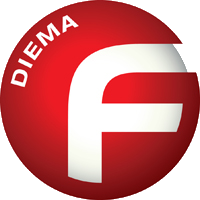
شعار ديما فاميلي الثاني استخدم 2007-2011
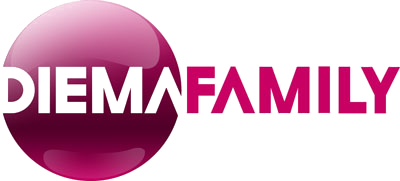
شعار ديما فاميلي الثالث مستخدم 2011-2019
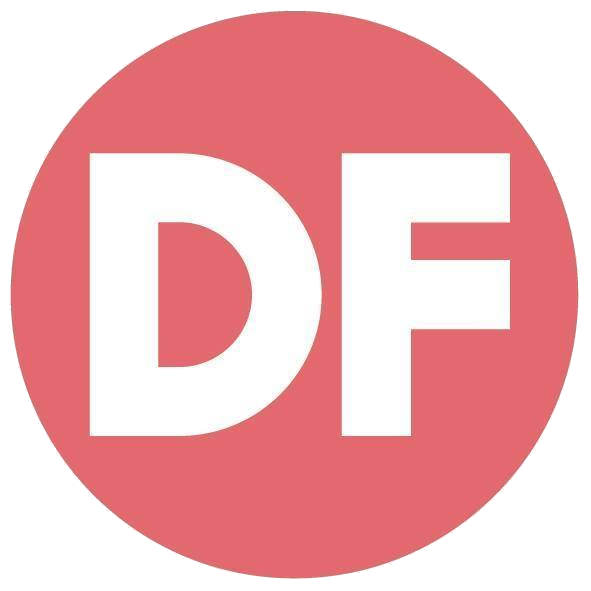
شعار ديما فاميلي الخامس ، يستخدم منذ 2019 حتى الآن